# Jovane Cabral
Jovane Eduardo Borges Cabral (Assomada, 14 de junho de 1998), é um futebolista cabo-verdiano que atua como ponta. Atualmente joga pelo Estrela Amadora.

## Carreira

### Início
Nascido em Assomada, Ilhas de Sotavento, Jovane chegou na base do Sporting com 16 anos, vindo do Grémio Nhágar, clube de Cabo Verde em que atuava desde os dez anos de idade, ficando seis temporadas.

### Sporting B
Dia 20 de agosto de 2016 fez sua estréia pelo time B vindo da reserva, entrando aos 61 minutos da derrota por 4–2 para o AD Fafe na LigaPro. Seu primeiro gol no campeonato em 19 de março de 2017, cobrando falta, na vitória por 2–1 sobre o Leixões. Ainda nessa temporada, ajudou também o time Sub-19 do Sporting a ganhar o campeonato nacional de juniores.

### Sporting
Cabral foi promovido ao time principal por Jorge Jesus em 2017 para a pré-temporada, mas eventualmente retornava para o time Sub-19.
Fez sua estreia em 12 de outubro, entrando no lugar de Mattheus Oliveira nos 12 minutos finais da vitória por 4–2 sobre o ARC Oleiros na 3° rodada da Taça de Portugal.
Cabral marcou seu primeiro gol oficial pelo Sporting no dia 1 de setembro de 2018, na vitória por 1–0, Feirense, em partida válida pela primeira liga.
Em 3 de dezembro, na primeira partida comandada pelo novo treinador da equipeMarcel Keizer, Jovane acertou um chute de 20 metros no gol, fechando o placar de 3–1 sobre Rio Ave, no Estádio dos Arcos. Ao final da temporada, teve seu gol eleito como o mais bonito da Primeira Liga de 2018-19. Em 26 de junho, fez dois gols na vitória de 3 a 1 sobre o Beleneses.
Em junho de 2020, após a volta da parada dos campeonatos por causa da pandemia de COVID-19, Cabral marcou quatro gols em três jogos seguidos. Marcou dois na vitória por 3–1 sobre o Belenenses dia 26 de junho, sendo substituído no intervalo por lesão.
Devido ao seu desempenho, foi nomeado como o jogador do mês da liga. No dia 19 de janeiro, depois de entrar no lugar do recém subido da base Tiago Tomás, no 2º tempo, Cabral fez os dois gols da vitória sobre o Porto por 2–1 nas semifinais da Taça da Liga.
Em 31 de julho, fez o 1.º gol do Sporting na vitória de 2–1 sobre o Braga, ajudando seu time a conquistar a Supertaça Cândido de Oliveira de 2021. Na 2.a rodada da Primeira Liga contra o Braga, fez o 1.º gol de seu clube na partida e deu uma assistência para Pedro Gonçalves fazer o 2.º, tendo os leões vencido-a por 2–1.

### Lazio
Em 31 de janeiro de 2022, Cabral foi apresentado como reforço da Lazio por empréstimo. A transferência foi cerca de 1 milhão de euros (equivalente 5,96 milhões de reais).
Foi relacionado na vitória da Lazio por 4–0 sobre a Fiorentina na 24ª rodada do Campeonato Italiano em 5 de fevereiro, mas não chegou a entrar. Sua estreia foi em foi 17 de fevereiro, na derrota de 2–1 para o Porto na Liga Europa, tendo entrado aos 84 minutos no lugar de Pedro Rodríguez. Sem tantas chances no clube, retornou aos Leões ao final da temporada 2021–22.

### Salernitana
Foi anunciado seu empréstimo a Salernitana em 24 de agosto, até 30 de junho de 2024. Além de usar a camisa 21, foi anunciado que o jogador poderia ser comparado pelo valor de 3,5 milhões de euros, segundo a imprensa italiana.
Estreou pelo clube de Salerno em 28 de agosto de 2022, no empate de 1–1 com a Udinese. Apesar do empate, foi elogiado pelo técnico Paulo Sousa. Fez seu primeiro gol em 22 de setembro, no empate de 1–1 com o Frosinone na 5ª rodada do Campeonato Italiano, após mais se um ano sem balançar as redes. Com esse gol e a boa atuação, integrou a seleção da rodada. Contudo, após não firmar-se durante a temporada, acabou sendo emprestado ao Olympiacos. Ao todo foram 13 partidas e marcou dois gols pelo clube.

### Olympiacos
Jovane foi anunciado como novo reforço do Olympiacos em 6 de fevereiro de 2024, até o final da temporada.

## Seleção nacional

### Cabo Verde
Cabral jogou sua 1ª partida pelo Cabo Verde na vitória por 2–0 no dia 28 de março de 2017, contra Luxemburgo. Mas, em outubro de 2018, se naturalizou português, e optou por defender a seleção de Portugal. Apesar de ter optado por defender Portugal, em 2021 Jovane disse estar disposto a defender Cabo Verde pelo fato de ter ficado de fora de convocações da Seleção Portuguesa do técnico Fernando Santos.
Após cinco anos, foi convocado novamente a Seleção de Cabo Verde em 2022 para partidas amistosas contra Guardalupe em 23 março, Liechtenstein em 25 e San Marino em 28 de março. E logo contra Guardalupe, Cabral fez seu Seleção gol pela Seleção Cabo-verdiana, que venceu por 2–0.
Em dezembro de 2023, foi um dos 23 convocados para disputar o Campeonato Africano das Nações de 2023 e representar Cabo Verde na competição. Cabo Verde chegou às quartas eliminada pela África do Sul e Cabral disputou quatro partidas na competição.

## Títulos

### Sporting

#### Base
- Campeonato de Nacional de Juniores 1ª Divisão: 2017–18

#### Principal
- Taça de Portugal: 2018–19
- Taça da Liga: 2018–19, 2020–21, 2021-22
- Campeonato Português: 2020–21
- Supertaça Cândido de Oliveira: 2021

### Prêmios individuais
- Gol mais bonito da Primeira Liga de 2018–19

- Melhor jogador do mês de junho da Primeira Liga em 2020